# Marsilea pygmaea
Marsilea pygmaea là một loài dương xỉ trong họ Marsileaceae. Loài này được Brongn. mô tả khoa học đầu tiên năm 1826.
Danh pháp khoa học của loài này chưa được làm sáng tỏ. 